# Адель (певица)
Аде́ль Ло́ри Блу Э́дкинс (англ. Adele Laurie Blue Adkins; род. 5 мая 1988, Тоттенем, Лондон, Англия), более известная под мононимом Аде́ль, (произносится [əˈdɛl]) — британская певица и автор песен, ставшая одной из самых влиятельных фигур в современной музыке. Обладая меццо-сопрано и уникальным даром создавать глубоко эмоциональные композиции, она завоевала мировое признание как икона британской культуры. Её творчество отмечено множеством престижных наград, включая 16 премий «Грэмми», 12 наград Brit Awards (три из которых — за «Британский альбом года»), а также «Оскар», «Эмми» и «Золотой глобус». Обладательница ордена Британской империи (MBE) за вклад в развитие музыки.
Карьера Адели началась после окончания BRIT School в 2006 году, когда она подписала контракт с лейблом XL Recordings. Её дебютный альбом 19 (2008) принёс ей первый крупный успех: синглы «Chasing Pavements» и «Make You Feel My Love» вошли в топ-5 британского чарта, а сам альбом стал одним из самых продаваемых дебютных релизов в истории Великобритании. Уже тогда талант Адель был отмечен «Грэмми» в номинации «Лучший новый исполнитель». Однако настоящий прорыв произошёл с выходом её второго альбома 21 (2011), который не только стал  самым продаваемым альбомом XXI века, но и установил рекорд по продолжительности лидерства в американском чарте Billboard 200, оставаясь на вершине 24 недели. Такие хиты, как «Rolling in the Deep», «Someone like You» и «Set Fire to the Rain», покорили мировые чарты и стали визитной карточкой певицы. На церемонии «Грэмми» 21 получил шесть наград, включая «Альбом года», повторив рекорд по количеству побед. В 2012 году Адель записала заглавную тему для фильма о Джеймсе Бонде — «Skyfall», за которую удостоилась премии «Оскар».
Следующий альбом, 25 (2015), продолжил череду триумфов, побив рекорды продаж в первую неделю релиза как в Великобритании, так и в США. В Америке он остаётся единственным альбомом, разошедшимся тиражом более трёх миллионов копий за семь дней. Ведущий сингл «Hello» стал международным хитом, а сам альбом принёс Адели ещё пять статуэток «Грэмми», включая высшую награду — «Альбом года». Четвёртая пластинка, 30 (2021), продолжила эту традицию: сингл «Easy on Me» в 2023 году получил «Грэмми», а сам альбом возглавил списки самых продаваемых релизов года в мире. Примечательно, что все студийные альбомы Адель, кроме дебютного, становились самыми продаваемыми в мире в год своего выхода.
На сегодняшний день Адель входит в число самых коммерчески успешных музыкантов в истории с общим тиражом свыше 120 миллионов проданных копий. Она признана самой продаваемой исполнительницей XXI века в Великобритании и лучшим артистом 2010-х годов в США. Её альбомы 21 и 25 стали двумя самыми продаваемыми релизами десятилетия в Великобритании и вошли в список рекордсменов по количеству сертификаций, тогда как в США оба получили статус «бриллиантовых» — уникальное достижение для артиста, дебютировавшего в новом тысячелетии.

## Биография

### Ранние годы и образование
Адель Лори Блу Эдкинс родилась 5 мая 1988 года в лондонском районе Тоттенем. Её мать, Пенни Эдкинс, имела английские корни, а отец, Марк Эванс, был валлийского происхождения. Когда будущей певице исполнилось два года, её родители расстались, и с тех пор воспитанием девочки занималась исключительно мать. Интерес к музыке проявился у Адель в раннем детстве — уже в четырёхлетнем возрасте она начала петь, а позже признавалась, что с самого начала была очарована тембрами человеческих голосов и их эмоциональной выразительностью.  В 1997 году, когда Адель было девять лет, она вместе с матерью переехала в Брайтон, город на южном побережье Англии. К тому времени Пенни Эдкинс освоила профессию мебельщика и параллельно занималась организацией образовательных программ для взрослых.
Однако спустя два года они вновь вернулись в Лондон, сначала поселившись в Брикстоне, а затем перебравшись в Уэст-Норвуд, район в южной части города. Именно этот период жизни вдохновил Адель на создание её первой песни «Hometown Glory», в которой отразились её впечатления и воспоминания о родных местах. В  детстве и юности она часто бывала в Брокуэлл-парке, где играла на гитаре и пела для друзей. Эти тёплые моменты позже нашли отражение в её композиции «Million Years Ago» (2015). Сама певица неоднократно отмечала, что парк занимал особое место в её жизни, и даже спустя годы, проезжая мимо, она испытывала глубокую ностальгию.
В мае 2006 года Адель завершила обучение в Британской школе исполнительских искусств и технологий (BRIT School) в Кройдоне, где её однокурсниками были такие будущие знаменитости, как Леона Льюис и Джесси Джей. Хотя в тот период её больше привлекала работа в музыкальном менеджменте, в частности поиск и продвижение новых артистов (направление A&R), она неоднократно подчёркивала, что обучение в этой школе сыграло ключевую роль в развитии её собственного творческого потенциала.

### 2006—2010. Первые шаги в музыке и19

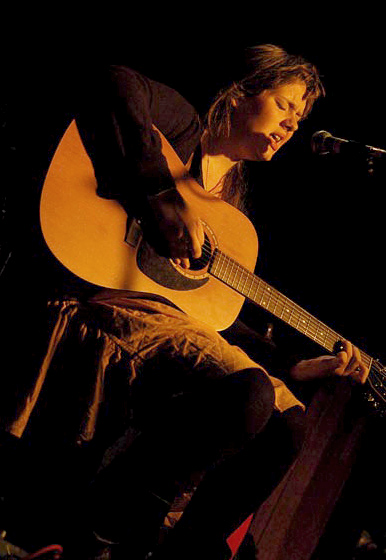
Выступление Адели в 2007 году

В 2006 году 17-летняя Адель впервые заявила о себе в музыкальной индустрии, исполнив вокал на сингле малоизвестного техно-диджея Ricsta под названием «Be Divine». Этот трек, выпущенный лейблом Stirfried Trax, стал её дебютным официальным релизом под собственным именем. Хотя сегодня эта композиция практически забыта, в то время её характеризовали как энергичную клубную электронную музыку.
Через четыре месяца после окончания школы Адель представила две свои песни в четвёртом номере онлайн-журнала PlatformsMagazine.com. Ещё раньше она записала демо из трёх композиций в рамках учебного проекта, и её друг, получивший эту запись, разместил её на MySpace. К удивлению певицы, демо быстро приобрело популярность и привлекло внимание Ричарда Рассела, главы лейбла XL Recordings. Не веря в серьёзность предложения, Адель отправилась на встречу с ним в сопровождении подруги.
Ник Хаггетт из XL Recordings порекомендовал Адель менеджеру Джонатану Дикинсу из September Management, и в июне 2006 года он официально стал её представителем. На тот момент September Management сотрудничала с Джейми Ти, и этот факт сыграл важную роль в решении Адели, поскольку она высоко ценила его творчество. В сентябре того же года Хаггетт подписал с ней контракт с XL. Вскоре певица приняла участие в записи песни «My Yvonne» для дебютного альбома Джека Пеньяте, где познакомилась с продюсером Джимом Эббиссом, который впоследствии работал над большей частью её первого альбома 19 и несколькими треками для 21. В июне 2007 года состоялся её телевизионный дебют — исполнение композиции «Daydreamer» в программе Later… with Jools Holland на BBC. Её первый сольный сингл «Hometown Glory», написанный в 16 лет, вышел в октябре 2007 года на лейбле Джейми Ти Pacemaker Recordings ограниченным тиражом в 500 экземпляров. Позже эта песня была переиздана на её дебютном альбоме и даже номинирована на «Грэмми» в 2010 году.
К 2008 году Адель уже выступала в качестве хедлайнера, а на одном из её акустических концертов с ней разделил сцену Дэмьен Райс. В том же году она стала первым лауреатом премии Brit Awards в категории «Выбор критиков», а также возглавила список Sound of 2008 — ежегодный рейтинг BBC, в котором эксперты прогнозируют самых перспективных новых исполнителей. Её второй сингл «Chasing Pavements», выпущенный 14 января 2008 года за две недели до выхода дебютного альбома, занял второе место в UK Singles Chart и удерживал эту позицию четыре недели. Альбом 19, названный в честь возраста певицы во время работы над большинством песен, дебютировал на вершине британского чарта. Издание The Times Encyclopedia of Modern Music включило его в список важнейших записей в жанре голубоглазый соул. В том же году Адель номинировали на Mercury Prize, а также вручили Urban Music Award за лучший джазовый номер и выдвинули на MOBO в категории «Лучшая британская исполнительница». В марте 2008 года она подписала соглашение с Columbia Records и XL Recordings для продвижения в США и отправилась в небольшой тур по Северной Америке, а в июне её альбом 19 вышел за океаном. Американский журнал Billboard отметил, что «Адель обладает всеми качествами, чтобы стать одной из самых уважаемых и вдохновляющих артисток своего поколения». Мировой тур An Evening with Adele стартовал в мае 2008 года и завершился в июне 2009-го.

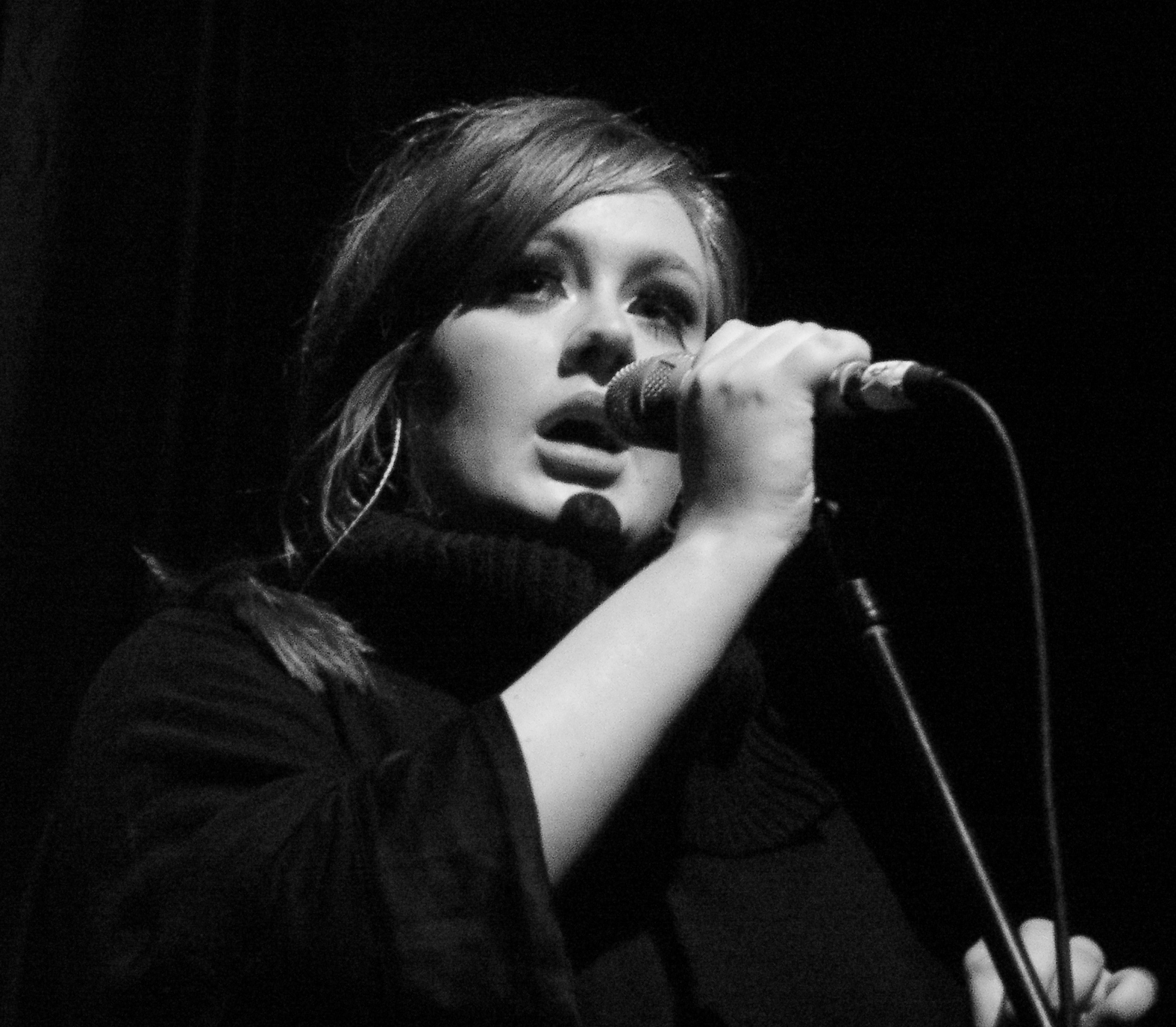
Выступление Адели в 2008 году

В 2008 году Адель приняла неоднозначное решение отменить запланированные концерты в США, чтобы остаться со своим тогдашним парнем. Впоследствии, в интервью журналу Nylon в июне 2009 года, певица с сожалением вспоминала этот поступок: «Сейчас я думаю: „Не могу поверить, что так поступила“. Это выглядит такой неблагодарностью… Я слишком много пила, и это во многом определяло мои отношения с тем парнем. Я не могла вынести разлуки с ним, поэтому просто решила: „Ладно, отменю свои выступления“». Позже она охарактеризовала этот период как свой «кризис ранней взрослости». Сложности добавляли её страх перед перелётами и сильная тоска по дому, особенно во время длительных отъездов из Лондона. К середине октября 2008 года её попытки завоевать американскую аудиторию казались безуспешными, но ситуация резко изменилась после её выступления в музыкальном блоке шоу Saturday Night Live на NBC 18 октября. Эпизод, в котором также участвовала кандидатка в вице-президенты США Сара Пэйлин, собрал рекордные за 14 лет рейтинги — его посмотрели 17 миллионов зрителей. Адель исполнила песни «Chasing Pavements» и «Cold Shoulder», и уже на следующий день альбом 19 возглавил чарты iTunes, поднялся на пятое место на Amazon.com, а сингл «Chasing Pavements» вошёл в топ-25. Благодаря этому альбом совершил резкий скачок в Billboard 200, поднявшись на 11-е место с 46-й позиции. К началу 2009 года 19 получил золотую сертификацию RIAA, а к июлю мировые продажи превысили 2,2 миллиона копий.
На 51-й церемонии «Грэмми» в феврале 2009 года Адель одержала победу в двух категориях: «Лучший новый исполнитель» и «Лучшее женское вокальное поп-исполнение» за песню «Chasing Pavements», которая также была номинирована на «Запись года» и «Песню года». Во время церемонии она исполнила этот трек в дуэте с Дженнифер Неттлз. В 2010 году певица снова снова была номинирована на «Грэмми», на этот раз за композицию «Hometown Glory».
В апреле 2010 года её песня «My Same» неожиданно попала в немецкий хит-парад после того, как её исполнила Лена Майер-Ландрут на шоу Unser Star für Oslo («Наша звезда для Осло»), где выбирали представителя Германии на «Евровидение-2010». А в конце сентября, после исполнения на шоу The X Factor, кавер-версия Адели на песню Боба Дилана «Make You Feel My Love» вновь вошла в британский чарт, заняв 4-е место. Завершил этот насыщенный год её дуэт с Дариусом Ракером на церемонии CMT Artists of the Year, где они исполнили хит группы Lady A «Need You Now». Выступление получило широкое признание и позже было номинировано на CMT Music Award.

### 2011—2014.21и мировое признание

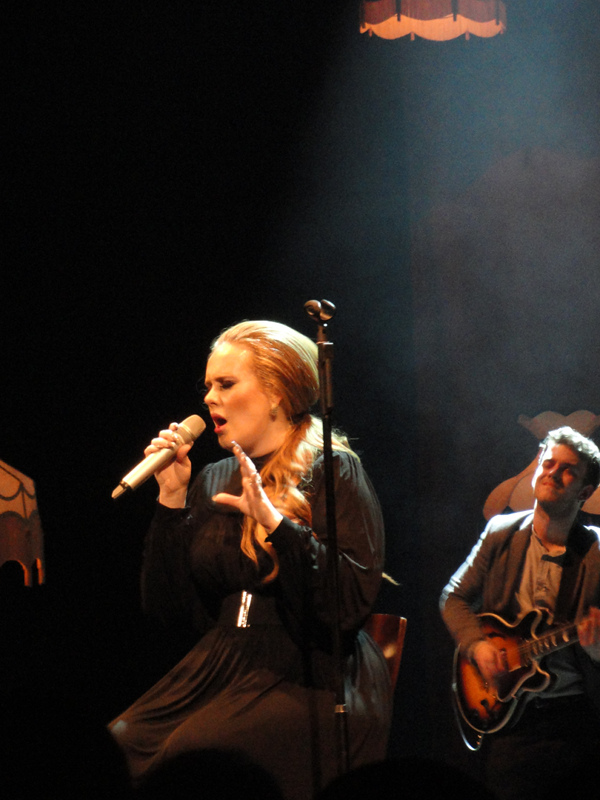
Выступление Адели в Сиэтле в августе 2011 года

Второй студийный альбом, получивший название 21, вышел 24 января 2011 года в Великобритании и 22 февраля того же года в США. Как позже рассказывала сама исполнительница, работа над пластинкой была тесно связана с её эмоциональными переживаниями после расставания с партнёром. В музыкальном отношении альбом представляет собой синтез классического и современного кантри, а также элементов стиля roots. Эволюция звучания по сравнению с её дебютной работой произошла во многом благодаря путешествиям по южным штатам США, где водитель её гастрольного автобуса знакомил её с современными композициями из Нашвилла. Само название символизировало личностное взросление, которое Адель пережила за два года, прошедшие с момента выхода предыдущего альбома. В интервью журналу Spin она отмечала, что кантри-музыка стала для неё новым и вдохновляющим направлением, поскольку не входила в круг её музыкальных предпочтений в юности.
Успех альбома превзошёл все ожидания: 21 возглавил чарты в 30 странах, включая Великобританию и США. В 2011 году в беседе с журналом Rolling Stone Адель призналась, что справлялась со сценическим волнением с помощью альтер-эго по имени «Саша Картер» — отсылки к сценическому образу Бейонсе «Саша Фирс» и имени кантри-певицы Джун Картер. Этот приём помогал ей преодолевать неуверенность: после встречи с Бейонсе Адель, сомневаясь в себе, задалась вопросом: «Как бы поступила Саша Фирс?» — и это придало ей решимости.
Особую популярность альбому принесло исполнение песни «Someone like You» на церемонии Brit Awards 15 февраля 2011 года. Эмоциональное выступление привело к тому, что композиция возглавила британский хит-парад, а её дебютный альбом 19 снова вошёл в топ продаж наряду с 21.  Одновременно синглы «Rolling in the Deep» и «Someone like You» оказались в топ-5 британского чарта, благодаря чему Адель стала первым живым исполнителем со времён The Beatles в 1964 году, кому удалось одновременно удерживать два сингла и два альбома в первой пятёрке национальных чартов. Обе песни побили множество рекордов по продажам и занимали первые места в хит-парадах разных стран. После выступления на MTV Video Music Awards 2011 сингл «Someone like You» достиг вершины американского Billboard Hot 100, став вторым для Адели, покорившим этот чарт. К декабрю 2011 года 21 разошёлся тиражом более 3,4 миллиона копий в Великобритании, став самым продаваемым альбомом XXI века и превзойдя результат Back to Black Эми Уайнхаус. Адель также вошла в историю как первый музыкант, продавший за один год три миллиона копий альбома в Великобритании. Третий сингл «Set Fire to the Rain» также возглавил Hot 100, благодаря чему 21 установил ещё один рекорд: впервые один альбом одновременно лидировал в Billboard 200, а три его сингла — в Billboard Hot 100. Кроме того, 21 провёл в Billboard 200 больше недель, чем любой другой альбом, выпущенный женщиной-исполнителем.
В рамках промокампании альбома Адель отправилась в тур Adele Live, все концерты которого в Северной Америке были распроданы. Однако в октябре 2011 года певица была вынуждена отменить часть выступлений из-за кровоизлияния в голосовые связки. В официальном заявлении она пояснила, что нуждается в длительном отдыхе, чтобы избежать необратимых повреждений голоса. В начале ноября хирург Стивен М. Цейтельс из Массачусетской больницы общего профиля провёл ей лазерную микрохирургическую операцию по удалению доброкачественного полипа. В том же месяце вышел концертный альбом Live at the Royal Albert Hall, дебютировавший на первом месте в США с продажами 96 000 копий за первую неделю — это был наивысший показатель для музыкального DVD за четыре года. В итоге он стал самым продаваемым музыкальным DVD 2011 года. Адель также стала первым исполнителем в истории Nielsen SoundScan, у которого одновременно оказались самый продаваемый альбом года (21), самый популярный сингл («Rolling in the Deep») и самый успешный музыкальный DVD. На American Music Awards 2011 она получила три награды: «Любимая исполнительница в жанре поп/рок», «Любимый исполнитель в жанре adult contemporary» и «Любимый поп/рок-альбом». 9 декабря журнал Billboard назвал Адель «Артистом года», 21 — «Альбомом года», «Rolling in the Deep» — «Песней года», благодаря чему она стала первой женщиной, возглавившей все три категории одновременно.
После успешного восстановления голоса Адель триумфально вернулась на сцену в феврале 2012 года, выступив на 54-й церемонии «Грэмми». Этот вечер стал для певицы поистине историческим — она одержала победу во всех шести заявленных номинациях, включая самые престижные: «Альбом года», «Запись года» и «Песню года». Это достижение сделало её второй женщиной в истории премии (после Бейонсе), получившей такое количество наград за один вечер. Триумф на «Грэмми» вызвал беспрецедентный всплеск интереса к её творчеству: 21 показал рекордный рост продаж в течение недели после церемонии. В том же году Адель продолжила собирать награды: на Brit Awards она получила две престижные статуэтки — «Лучшая британская исполнительница» и «Лучший британский альбом». Это признание вернуло 21 на первую строчку британского чарта, где он в общей сложности провёл 21 неделю. К октябрю 2012 года продажи альбома в Великобритании превысили 4,5 миллиона копий, что сделало его четвёртым самым продаваемым альбомом в истории страны, а к ноябрю того же года в США был достигнут рубеж в 10 миллионов проданных копий (бриллиантовый диск).

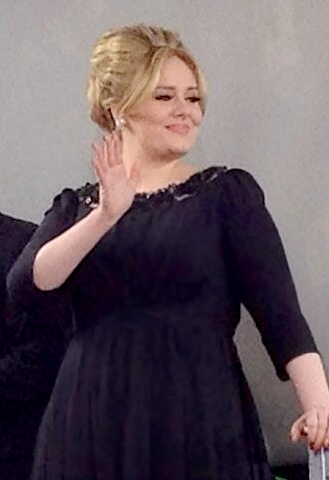
Адель на церемонии вручения премии «Золотой глобус» (2013)

Осенью 2012 года Адель представила заглавную тему для фильма о Джеймсе Бонде «007: Координаты „Скайфолл“». Песня «Skyfall», созданная в сотрудничестве с продюсером Полом Эпуортом, была записана на студии «Эбби-Роуд» с оркестровой аранжировкой Джея Эй Си Редфорда. Сама певица назвала эту работу одной из самых значимых в своей карьере. Уже 14 октября композиция заняла второе место в UK Singles Chart с продажами 92 000 копий за неделю (общий тираж достиг 176 000), а в американском Billboard Hot 100 дебютировала на 8-й позиции, разойдясь тиражом 261 000 экземпляров за первые три дня. Это позволило «Skyfall» повторить рекорд песни Duran Duran «A View to a Kill» как самой успешной темы из фильмов о Бонде в британском чарте — до тех пор, пока в 2015 году его не превзошёл Сэм Смит с «Writing’s on the Wall».
Мировая популярность «Skyfall» была подкреплена впечатляющими продажами — более пяти миллионов копий, а также престижными наградами, включая «Золотой глобус» и «Оскар» в категории «Лучшая песня к фильму». В декабре 2012 года Billboard вновь назвал Адель «Артистом года», а 21 — «Альбомом года», сделав её первым исполнителем, удостоенным этих наград два года подряд. Кроме того, она была признана лучшей исполнительницей года, а Associated Press присвоило ей звание «Лучшего эстрадного артиста 2012 года». На 55-й церемонии «Грэмми» живое исполнение «Set Fire to the Rain» принесло ей награду в категории «Лучшее сольное поп-исполнение», увеличив общее число побед до девяти.
В апреле 2012 года Адель заявила, что работа над третьим студийным альбомом начнётся не раньше чем через два года: «Мне нужно время, чтобы пожить обычной жизнью. Между моим первым и вторым альбомами прошло два года — сейчас будет так же». При этом она подчеркнула, что продолжит писать музыку самостоятельно. На «Грэмми-2013» певица подтвердила, что находится на самых ранних этапах создания нового материала и, скорее всего, вновь будет сотрудничать с Полом Эпуортом. В сентябре 2013 года рэпер Уиз Халифа сообщил, что записал совместный трек с Аделью для своего альбома Blacc Hollywood, однако в финальный трек-лист он не вошёл. В январе 2014 года «Skyfall» принесла певице «Грэмми» в номинации «Лучшая песня, написанная для визуальных медиа».

### 2015—2017.25
В мае 2014 года, незадолго до своего 26-летия, Адель разместила в своём Twitter-аккаунте загадочное сообщение, которое спровоцировало активные обсуждения в СМИ о её предстоящем альбоме. Фраза «Прощайте, 25… Увидимся позже в этом году» была интерпретирована рядом изданий, включая Capital FM, как намёк на то, что новый релиз получит название 25 и выйдет до конца года.В тот же год певица была номинирована на девять премий World Music Awards. В начале августа музыкальный менеджер Пол Мосс высказал предположение, что альбом может быть выпущен в 2014 или 2015 году. Однако в октябре 2014 года финансовые отчёты лейбла XL Recordings исключили возможность релиза до конца года. 27 августа 2015 года издание Billboard сообщило, что лейбл XL Recordings планирует выпустить третий студийный альбом Адели в ноябре. В работе над пластинкой приняли участие Danger Mouse, Тобиас Джессо-младший и Райан Теддер, ранее сотрудничавший с певицей над песней «Rumour Has It» для 21. В начале сентября на Венецианском кинофестивале певица Сиа заявила, что сингл «Alive» был написан в соавторстве с Аделью и изначально предназначался для её нового альбома.
18 октября, во время рекламной паузы на шоу The X Factor, на британском телевидении был показан 30-секундный тизер с фрагментом новой песни: зрители услышали отрывок вокала на фоне чёрного экрана с текстом. Спустя три дня певица официально объявила название альбома — 25 — и раскрыла его концепцию: «Мой предыдущий альбом был посвящен расставанию, а этот, если дать ему определение, можно назвать альбомом примирения. Примирения с упущенным временем, со всем, что я сделала или не сделала. „25 “— это попытка осознать, кем я стала, сама того не заметив. Простите, что пришлось ждать так долго: жизнь внесла свои коррективы». Тогда же она отметила, что 25, вероятно, станет последним альбомом, названным в честь её возраста. 22 октября певица сообщила дату выхода пластинки — 20 ноября — и анонсировала ведущий сингл «Hello», премьера которого состоялась следующим утром в эфире BBC Radio 1 во время шоу Ника Гримшоу, где Адель дала живое интервью. 

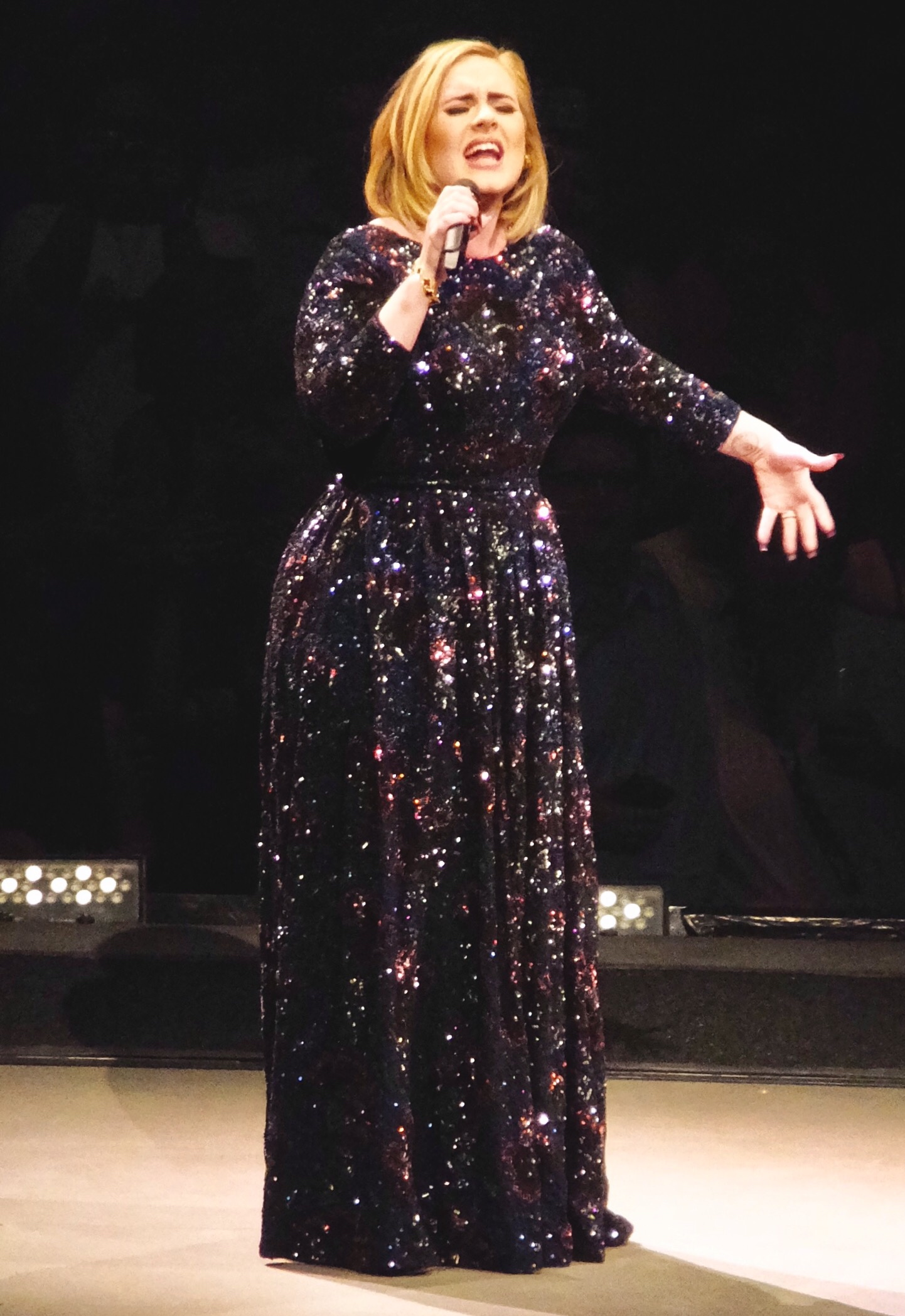
Выступление Адели в Сент-Поле, Миннесота. 10 миллионов человек пытались купить билеты на североамериканский этап мирового турне Адель. Однако доступно было всего 750 000

Клип «Hello», опубликованный 22 октября, побил рекорд YouTube/Vevo по количеству просмотров за первые сутки — 27,7 миллиона, превзойдя результат Тейлор Свифт («Bad Blood», 20,1 миллиона). Как сообщила BBC News, в первые дни ролик набирал в среднем миллион просмотров в час. Впоследствии «Hello» стал самым быстрым видео в истории YouTube, достигшим миллиарда просмотров (за 88 дней). Сингл дебютировал на вершине UK Singles Chart 30 октября с продажами 330 тысяч копий за первую неделю и возглавил чарты Австралии, Франции, Канады, Новой Зеландии, Ирландии и Германии. 2 ноября он занял первую строчку Billboard Hot 100, став первым в истории синглом в США, проданным тиражом более миллиона цифровых копий за неделю. К концу 2015 года общие мировые продажи «Hello» составили 12,3 миллиона единиц, и, несмотря на поздний релиз (конец октября), сингл вошёл в топ-10 самых продаваемых песен года.
27 октября BBC One анонсировал часовую телепрограмму Adele at the BBC, в которой певица в беседе с Грэмом Нортоном рассказала о новом альбоме и исполнила композиции из него. Запись шоу перед живой аудиторией состоялась 2 ноября, а эфир был назначен на 20 ноября — день выхода 25. 21 ноября Адель появилась на американском шоу Saturday Night Live, а за четыре дня до этого дала концерт Adele Live in New York City в мюзик-холле «Радио-сити», который затем был показан на канале NBC 14 декабря в виде телевизионного спецвыпуска.
27 ноября 2015 года 25 дебютировал на вершине британского чарта, став самым быстро продаваемым альбомом в истории страны: за первую неделю было реализовано более 800 тысяч копий. В США он также занял первую строчку, побив рекорды продаж — 3,38 миллиона копий за первую неделю, что стало наивысшим показателем с момента начала учёта данных компанией Nielsen в 1991 году. Кроме того, пластинка установила рекорды первых недель продаж в Канаде и Новой Зеландии. По итогам года 25 стал самым продаваемым альбомом в ряде стран, включая Австралию, Великобританию и США, где он удерживал лидерство в течение семи недель подряд, прежде чем уступить первое место посмертному релизу Дэвида Боуи Blackstar. С общим тиражом 17,4 миллиона экземпляров он также стал самым продаваемым альбомом в мире за 2015 год. Семь недель на вершине британского чарта увеличили общее количество недель, которые альбомы Адели занимали первое место в Великобритании, до 31, благодаря чему певица побила предыдущий рекорд Мадонны среди исполнительниц. В знак признания её успеха Международная федерация производителей фонограмм назвала Адель самым продаваемым артистом 2015 года и удостоила звания «Артист года в мире звукозаписи» .
В ноябре 2015 года Адель объявила о начале мирового тура в поддержку альбома. Adele Live 2016 стартовал в Европе, где артистка дала четыре аншлаговых концерта в «Манчестер-арене», шесть выступлений в лондонской «O2 Арене», а также провела шоу в Ирландии, Испании, Германии, Италии и Нидерландах. Североамериканская часть тура началась 5 июля в Сент-Поле (Миннесота) и включала шесть аншлагов в нью-йоркском «Мэдисон-сквер-гардене», восемь концертов в лос-анджелесском «Стейплз-центре» и четыре выступления в «Эйр Канада-центре» в Торонто.
24 февраля 2016 года на церемонии Brit Awards в Лондоне Адель получила четыре награды: «Британская исполнительница года», «Британский альбом года», «Британский сингл года» («Hello») и «Британский глобальный успех». Это увеличило общее количество её побед на премии до восьми. Завершила вечер певица исполнением второго сингла с альбома — «When We Were Young». В течение 2016 года были выпущены ещё два сингла: «Send My Love (To Your New Lover)» и «Water Under the Bridge», которые также вошли в мировые чарты.
17 марта во время концерта в «O2 Арене» Адель объявила, что станет хедлайнером фестиваля «Гластонбери», что вскоре подтвердили организаторы. Её выступление на главной Пирамидальной сцене состоялось 25 июня перед 150 тысячами зрителей и длилось полтора часа, включая 15 песен. Позже певица назвала этот концерт «самым ярким моментом в жизни». В интервью BBC Radio 2 за полчаса до выхода на сцену Адель призналась, что с детства мечтала выступить на фестивале, но при этом испытывала сильнейшее волнение. По словам ведущей, певица даже расплакалась от переполнявших её эмоций.

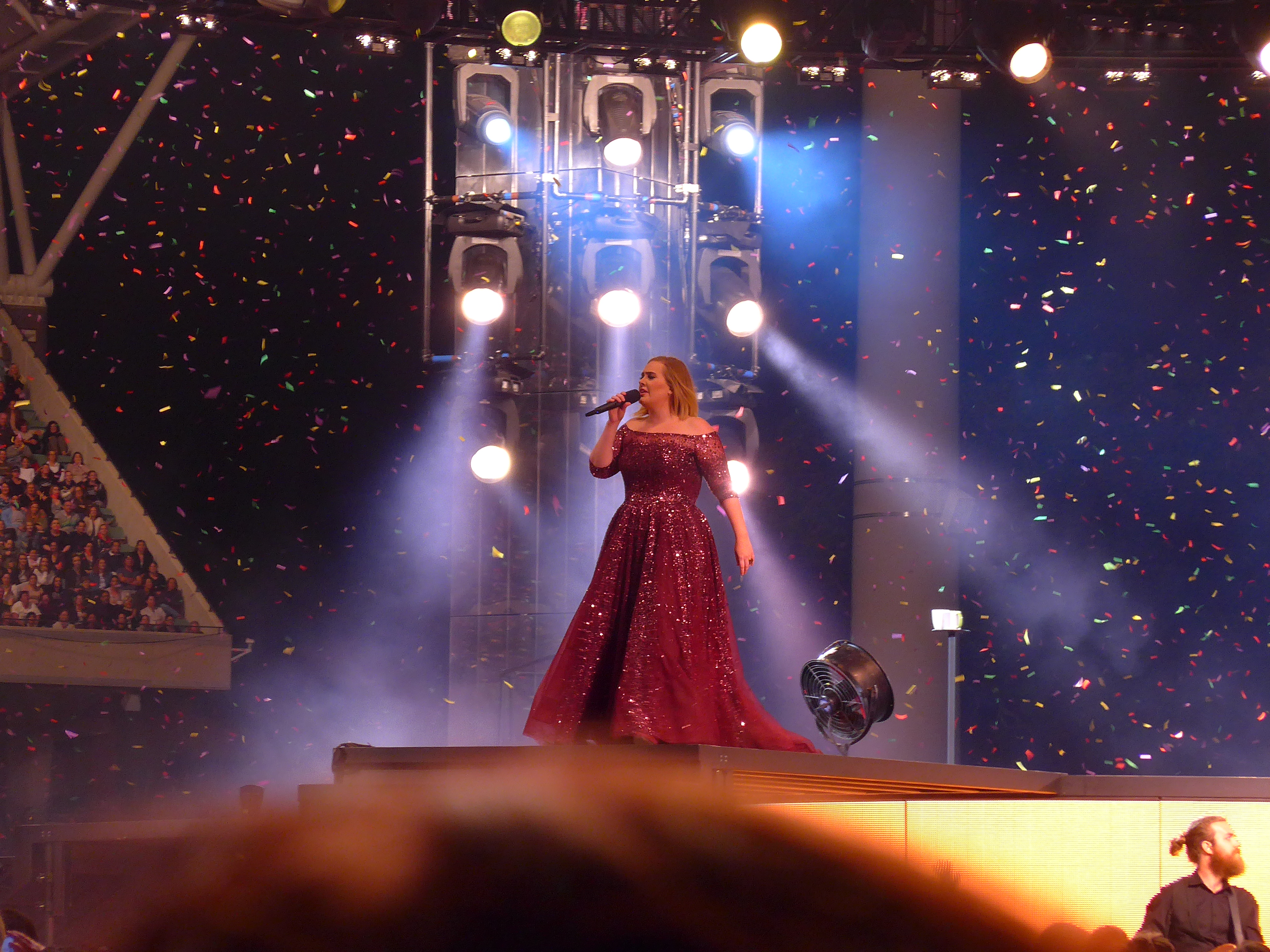
Выступление Адели в Аделаиде, Австралия, в марте 2017 года

В феврале и марте 2017 года в рамках мирового турне Адель впервые посетила Австралию и Новую Зеландию, где её концерты прошли на крупнейших стадионах. Билеты на первые два шоу в Новой Зеландии были распроданы за рекордные 23 минуты, что вынудило организаторов добавить третий концерт — он также был полностью продан менее чем за полчаса. Восемь аншлаговых выступлений Адели в Австралии побили все рекорды: суммарное количество зрителей превысило 600 тысяч, а концерт в Сиднее на стадионе АНЗ  собрал 95 тысяч зрителей, став самым масштабным сольным шоу в истории страны. На следующий день этот рекорд был побит — более 100 тысяч фанатов посетили её выступление.
Завершилось турне двумя грандиозными концертами под названием «Финал» на лондонском стадионе «Уэмбли» 28 и 29 июня. Адель анонсировала эти выступления, исполнив гимн английской футбольной сборной «Three Lions» и заглавную тему футбольной передачи канала BBC Match of the Day. Первые два концерта были распроданы мгновенно, и организаторы добавили ещё два, однако последние пришлось отменить из-за повреждения голосовых связок певицы. В знак поддержки поклонники собрались у стадиона и устроили импровизированную акцию «Споём за Адель», исполняя её хиты.
В конце 2016 года Billboard в третий раз назвал Адель «Артистом года», а её альбом 25 получил награду как лучший в чарте Billboard 200. Пластинка стала самой продаваемой в США два года подряд. Видео с участием певицы в рубрике Carpool Karaoke на шоу Джеймса Кордена, снятое в январе 2016 года, набрало 235 миллионов просмотров и было признано самым популярным вирусным роликом на YouTube за год.
На 59-й церемонии «Грэмми» в феврале 2017 года Адель одержала победу во всех пяти заявленных номинациях, увеличив общее количество наград до пятнадцати. 25 принёс ей статуэтки в категориях «Альбом года» и «Лучший вокальный поп-альбом», а сингл «Hello» был отмечен как «Запись года», «Песня года» и «Лучшее сольное поп-исполнение». Во время церемонии Адель исполнила кавер на песню Джорджа Майкла «Fastlove» в его память. Из-за технических неполадок она прервала выступление и начала заново, заявив: «Я не могу позволить себе испортить это для него».

### 2018—2021. Перерыв в карьере и триумфальное возвращение с30
Согласно имеющимся данным, к 2018 году Адель уже приступила к работе над четвёртым студийным альбомом. Знаковым моментом в преддверии его выхода стало её сообщение в Instagram 5 мая 2019 года, опубликованное в день её 31-летия. Певица поделилась серией чёрно-белых фотографий с празднования, сопроводив их размышлениями о прошедшем годе. В конце поста она написала: «„30“ будет drum’n’bass-альбомом вам назло», что было воспринято СМИ как намёк на скорый релиз новой работы. 15 февраля 2020 года во время свадьбы друзей Адель сообщила, что её четвёртый альбом выйдет не позднее сентября 2020 года. В феврале 2020 года, во время свадьбы своих друзей, Адель сообщила, что альбом выйдет не позднее сентября того же года, однако из-за пандемии COVID-19 запись и выпуск пришлось отложить.
Возвращение певицы на публичную сцену состоялось 24 октября 2020 года, когда она впервые за четыре года появилась на телевидении в качестве ведущей шоу Saturday Night Live, где музыкальным гостем стала H.E.R.. 1 октября 2021 года на зданиях и достопримечательностях по всему миру стали появляться проекции и билборды с числом «30», что вызвало волну предположений о связи этого с новым альбомом Адели. Вскоре её официальный сайт и страницы в социальных сетях изменили оформление, стилистически перекликаясь с этими изображениями, что ещё больше укрепило догадки о названии будущего релиза. Позже эти предположения подтвердились. 5 октября Адель анонсировала сингл «Easy on Me», выход которого состоялся 15 октября, а также объявила дату релиза альбома — 19 ноября 2021 года.
7 октября стало известно, что певица станет лицом ноябрьского номера журналов Vogue и British Vogue, войдя в историю как первая персона, одновременно появившаяся на обложках обоих изданий. Сингл «Easy on Me» получил восторженные отзывы и побил рекорды Spotify и Amazon Music по количеству прослушиваний за сутки. В Великобритании он дебютировал на вершине национального чарта, став третьей песней Адели, достигшей этого результата. В США композиция возглавила Billboard Hot 100, став её пятой песней, занявшей вершину хит-парада.
28 октября начался предварительный продажа билетов на два концерта Адели в лондонском Гайд-парке, запланированных на 1 и 2 июля 2022 года. Все 130 000 билетов были распроданы менее чем за час, несмотря на отсутствие предварительной рекламы. По данным организаторов, более 1,3 миллиона человек пытались их приобрести. Джим Кинг, глава европейского подразделения Anschutz Entertainment Group (AEG), отметил, что спрос был настолько высок, что певица могла бы продать «несколько миллионов билетов».
Альбом 30 сразу добился мирового успеха, возглавив чарты в 24 странах. В Великобритании он дебютировал на первом месте Official Albums Chart с продажами 261 000 копий за первую неделю, показав лучший старт для альбома с 2017 года (когда вышел ÷ Эда Ширана) и став самым продаваемым релизом года. В США 30 стал третьим подряд альбомом Адели, занявшим вершину Billboard 200, также возглавил итоговый годовой чарт. Мировые продажи превысили 5,5 миллиона копий за первые два месяца, что сделало его самым продаваемым релизом 2021 года по версиям Global Album All-Format Chart, Global Album Sales Chart и Global Vinyl Album Chart. Впервые глобальным продвижением альбома Адели занималась Columbia Records, тогда как её предыдущие работы распространялись через XL Recordings и партнёров Beggars Group в большинстве стран, за исключением Северной Америки, где права принадлежали Columbia.

### 2022—2024. Резидент-шоу в Лас-Вегасе и Мюнхене
30 ноября 2021 года Адель объявила о запуске резидент-шоу в Лас-Вегасе под названием Weekends with Adele. Первоначально концерты должны были пройти с 21 января по 16 апреля 2022 года в Колизее отеля Caesars Palace. Однако 20 января выступления пришлось перенести из-за задержек в подготовке шоу и осложнений, вызванных пандемией COVID-19. Тем временем её альбом 30 8 февраля получил премию Brit Awards в номинации «Британский альбом года», благодаря чему Адель стала первым в истории сольным исполнителем, трижды удостоенным этой награды. 25 июля стало известно, что резидент-шоу всё же состоится, но в обновлённом формате: концерты были запланированы с 18 ноября 2022 года по 25 марта 2023 года, а количество выступлений увеличилось с 24 до 32. В  сентябре того же года Адель добавила к своим наградам премию «Эмми» в категории «Лучший варьете-спецвыпуск (записанный заранее)» за телевизионный концерт Adele One Night Only (рус. «Вечер с Адель»), который ранее также номинировался на «Грэмми».  

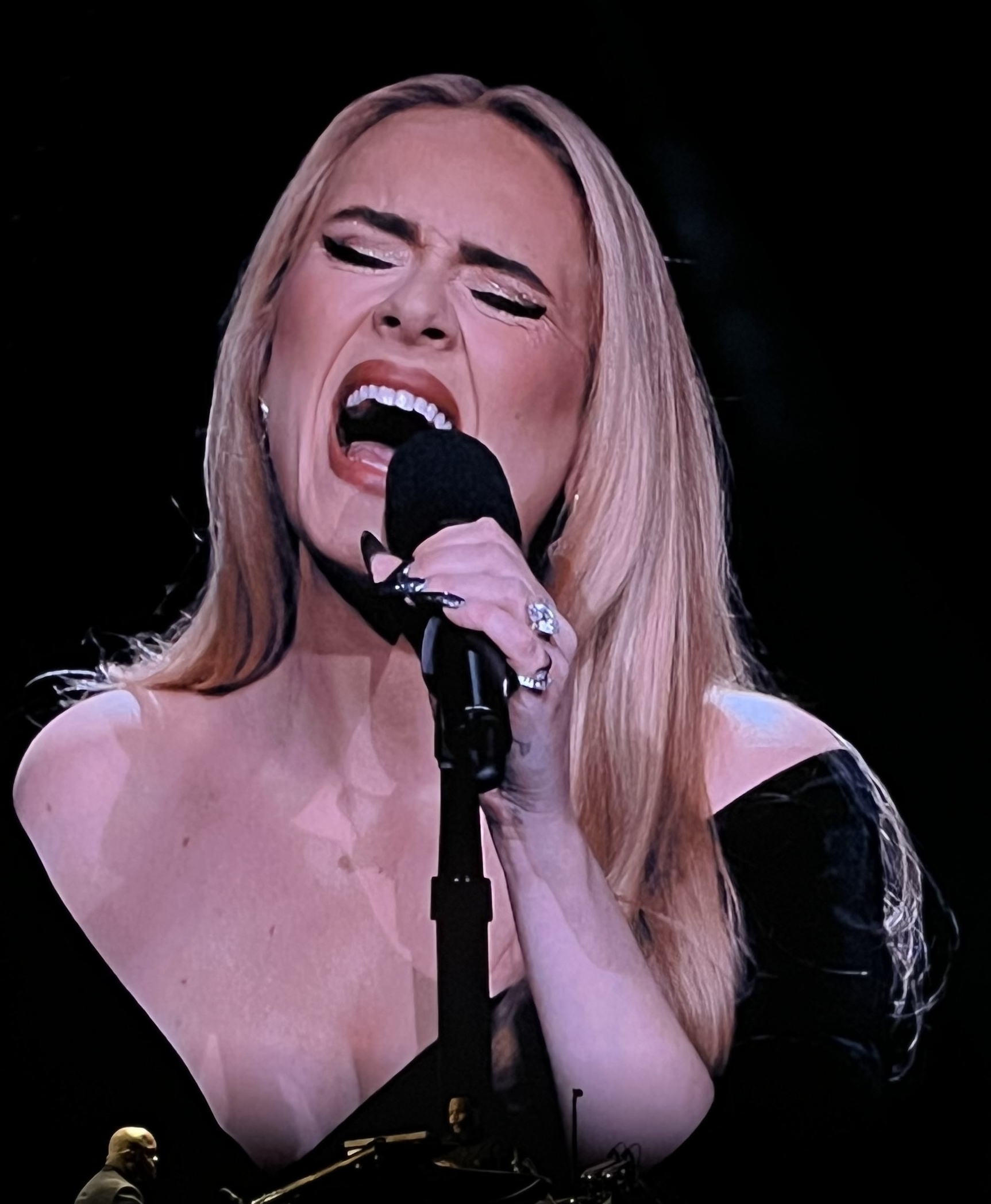
Выступление Адели в ходе резидент-шоу Weekends with Adele в Лас-Вегасе, февраль 2023 года

Премьера Weekends with Adele получила восторженные отзывы музыкальных критиков. Журнал Billboard назвал выступление «поразительным и великолепным», подчеркнув редкую способность певицы искренне проживать каждый момент на сцене. В The New York Times отметили эмоциональность Адели, которая несколько раз плакала во время концерта, а также впечатляющее оформление сцены, идеально дополнявшее её вокальный стиль. Британская The Times оценила шоу на четыре звезды, охарактеризовав его как «зрелищное, камерное и оправдывающее долгое ожидание». В ноябре 2022 года, во время второго уик-энда резидент-шоу, Адель объявила о добавлении двух дополнительных концертов на новогодние выходные, увеличив общее количество выступлений до 34.
В феврале 2023 года Адель приняла участие в 65-й церемонии «Грэмми», где была номинирована в семи категориях. Она одержала победу в номинации «Лучшее сольное поп-исполнение» с песней «Easy on Me», закрепив за собой рекорд по количеству побед в этой категории. 25 марта, в день, изначально запланированный как завершающий для резидент-шоу, певица неожиданно объявила о его продлении ещё на 34 концерта, объяснив это желанием снять концертный фильм для поклонников по всему миру. В октябре 2023 года программа была расширена вновь: финальная часть под названием Weekends with Adele: The Final Shows включила 32 выступления с января по июнь 2024 года.
В конце января 2024 года Адель анонсировала серию из четырёх концертов в Мюнхене, которые должны были пройти в августе на специально построенной площадке вместимостью 80 000 человек. Проект получил название Adele in Munich. Уже 2 февраля из-за высокого спроса были добавлены ещё четыре выступления, а 6 февраля — ещё два, в результате чего общее количество концертов достигло десяти. Продажи билетов стартовали 7 февраля и вызвали ажиотаж: в пиковый момент в очереди находилось около 3 миллионов человек.
16 июля 2024 года в интервью Адель заявила, что после завершения резидент-шоу возьмёт длительный перерыв в музыкальной карьере и пока не планирует работу над новым альбомом.

### Источники вдохновения

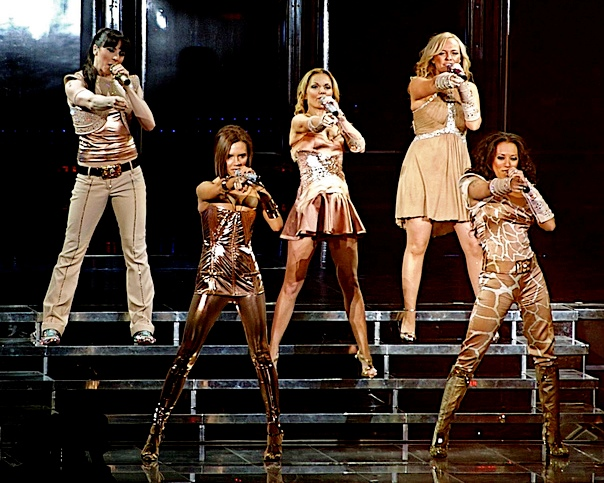
Spice Girls оказали большое влияние на любовь Адели к музыке

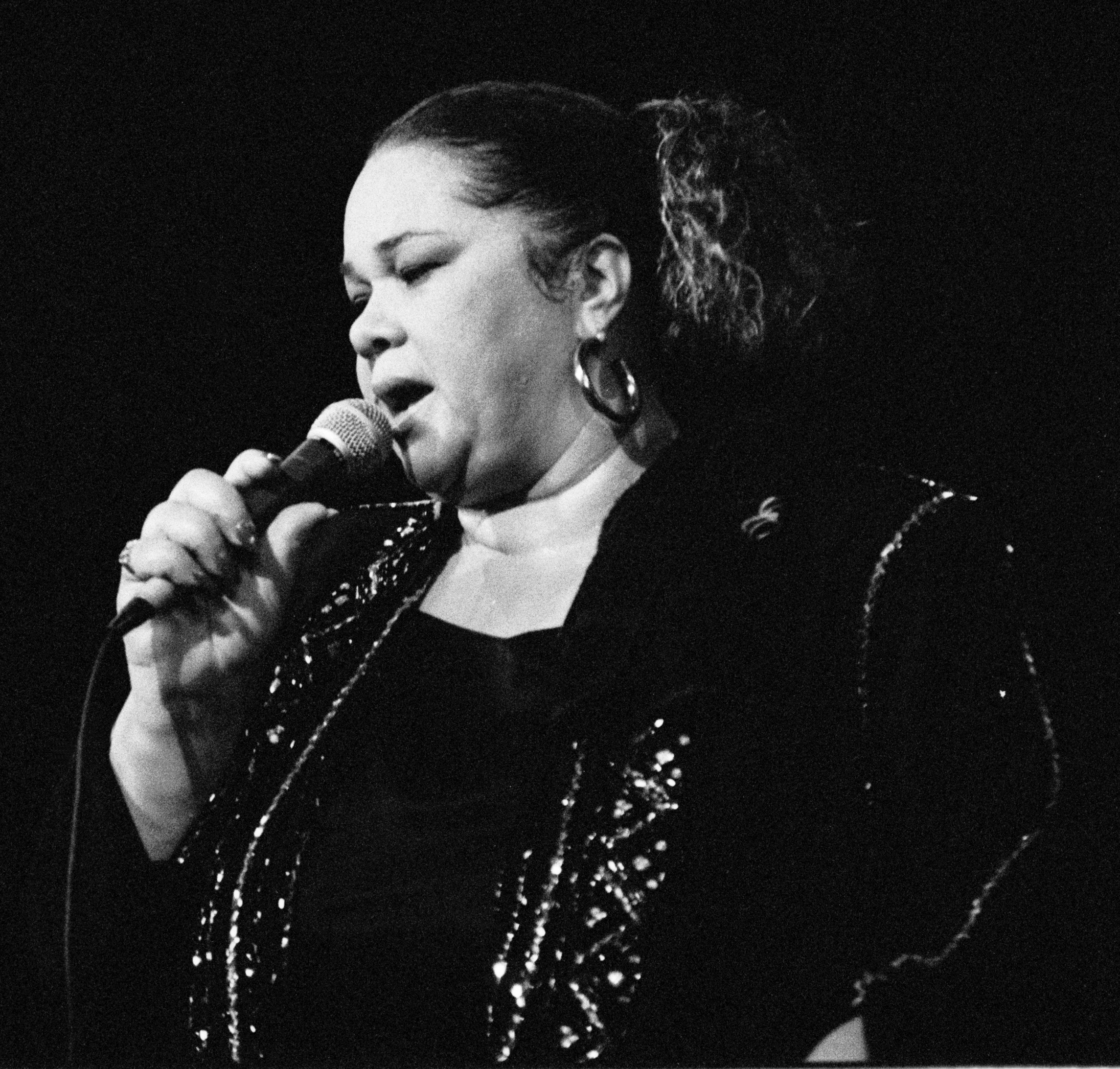
В подростковом возрасте Адель слушала Этту Джеймс, одновременно развивая и оттачивая собственные вокальные навыки

### Музыкальный стиль

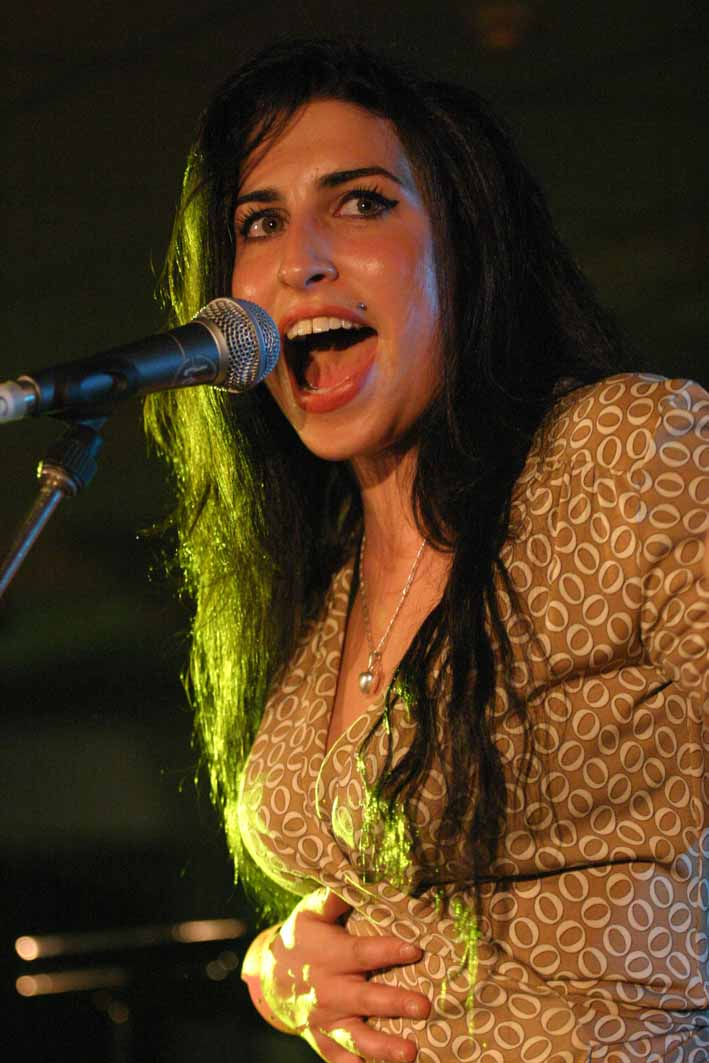
Эми Уайнхаус и дебютный альбом Frank вдохновили Адель освоить игру на гитаре

## Наследие

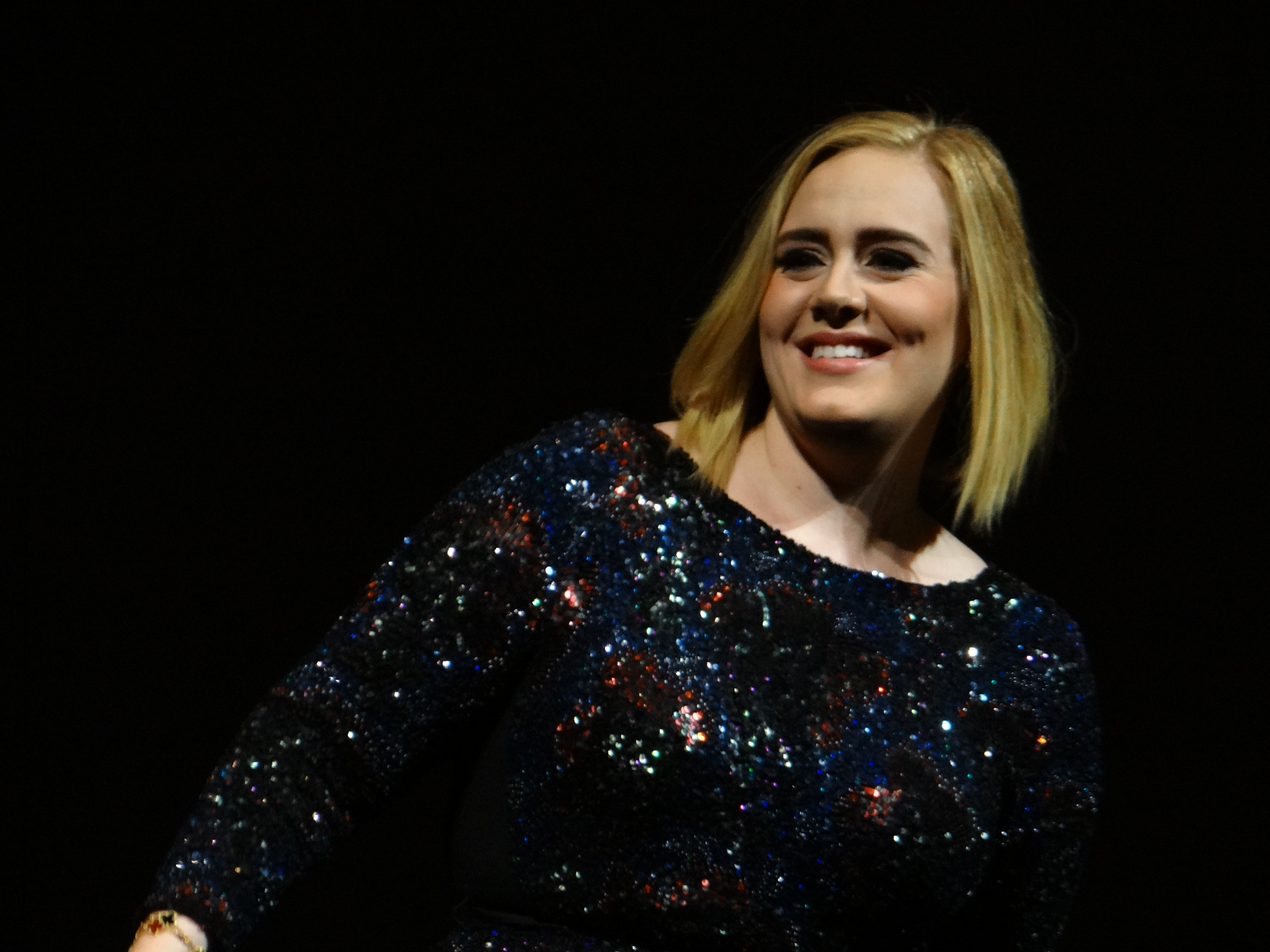
В 2010-е годы Адель часто называли одной из тех, кто способствовал возрождению падающих продаж в музыкальной индустрии, несмотря на распространение стриминговых сервисов. Её успех демонстрировал, что даже в эпоху цифрового потребления музыки традиционные альбомы могут достигать высоких коммерческих показателей и привлекать внимание широкой аудитории.

## Награды и достижения

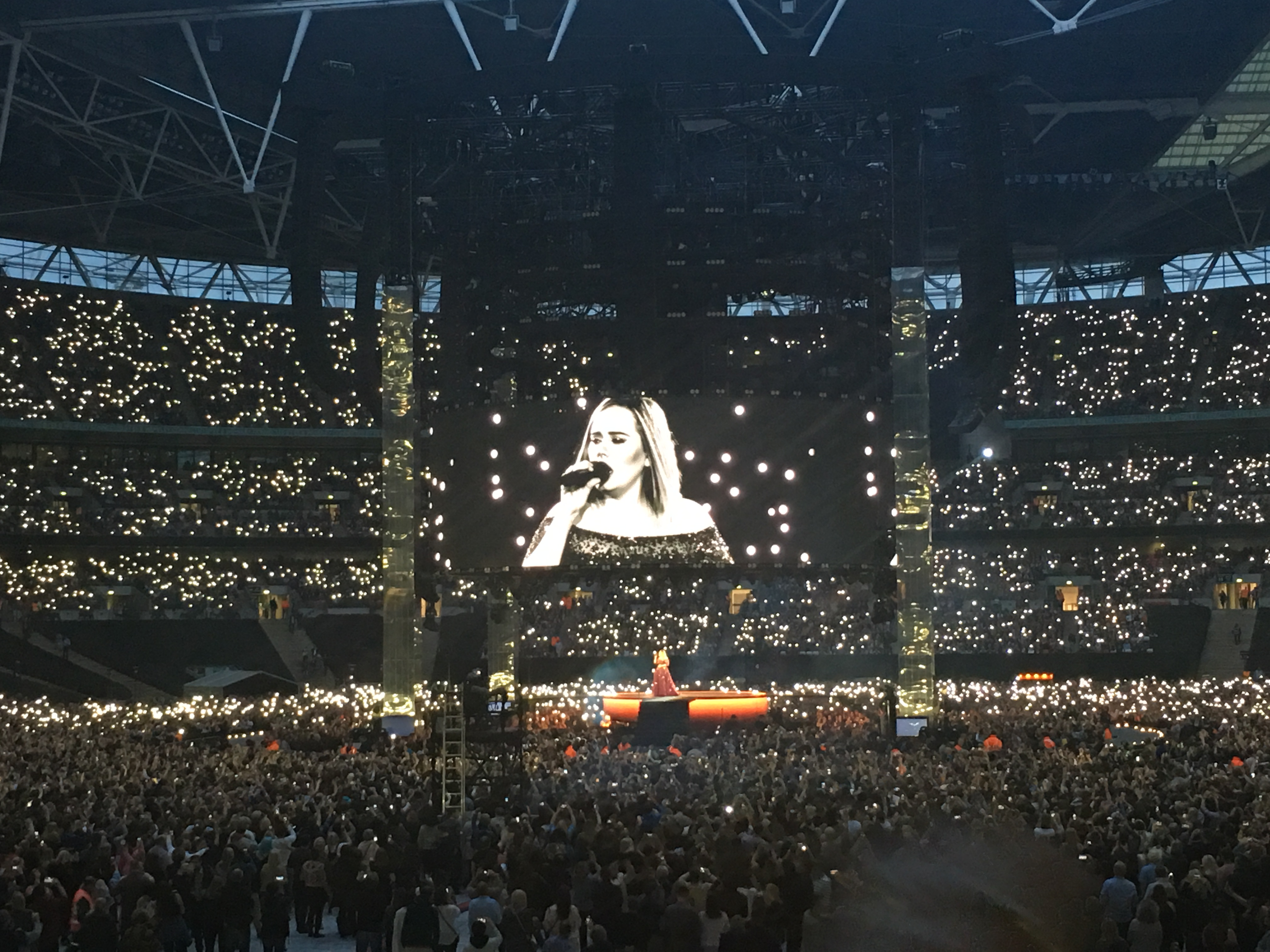
Адель на стадионе «Уэмбли» в июне 2017 года. Концерт певицы 28 июня посетили 98 000 человек, что стало рекордом для музыкальных мероприятий в Великобритании.

## Анализ творчества